# 레빗 (크레이터)

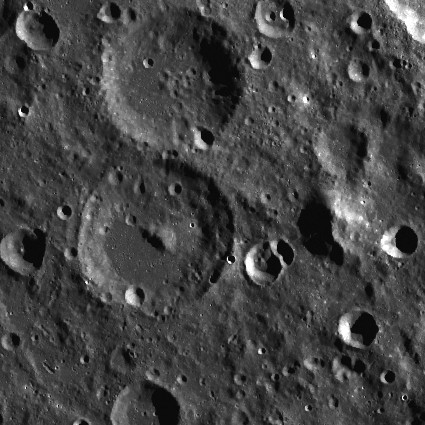
레빗 크레이터(중앙부 좌측) 및 레빗 Z(상부 좌측)의 LRO 이미지

레빗은 달의 뒷면에 있는 충돌구(분화구)이다. 일부 침식된 분화구인데 가장자리와 내부를 따라 몇 개의 작은 분화구만 있다. 이러한 특징의 대부분은 분화구의 북쪽 절반 내에 있지만 가장 큰 것은 남쪽 내벽을 따라 있다. 분화구는 중간 지점 근처에 낮은 중앙 능선을 가지고 있다. 작은 분화구를 중심으로 동쪽 가장자리를 따라 고-반사율의 물질 조각이 있다.
북쪽의 바깥 림 부위에 거의 붙어 있는 분화구는 위성 분화구인 레빗 Z로, 레빗과 유사하지만 다소 침식된 형태이다. 레빗 북서쪽의 분화구 직경 2개 미만의 거리에 있는 것은 거대한 벽으로 둘러싸인 아폴로 평원이다. 북동쪽 편에 있는 것은 분화구 버폰(Buffon)이다.
이 분화구의 이름은 하버드 천문학자 헨리에타 스완 레빗의 이름을 따서 명명되었다. 분화구의 이름은 과학에 상당한 공헌을 한 레빗과 같은 청각 장애인을 기리기 위해 명명되었다. 레빗은 우주의 크기를 결정하고 현대 천문학의 얼굴을 바꾸는 열쇠를 제공한 천문학 역사의 주요 인물이다. 그녀는 하버드 대학교 천문대에서 주당 10.50달러의 조교로 일하면서 자신의 이론을 제시했다.

## 위성 분화구
관례적으로 이러한 위성 분화구와 같은 특징은 분화구 레빗에 가장 가까운 분화구의 중심 측면에 문자를 배치하여 월면 지도에서 식별된다.
| 리빗 | 위도    | 경도    | 지름  |
| ---- | ------- | ------- | ----- |
| Z    | 42.7° S | 139.2°W | 65 km |

## 참고 문헌
- Andersson, L. E.; Whitaker, E. A. (1982). 《NASA Catalogue of Lunar Nomenclature》. NASA RP-1097.
- Blue, Jennifer (2007년 7월 25일). “Gazetteer of Planetary Nomenclature”. USGS. 2007년 8월 5일에 확인함.
- Bussey, B.; Spudis, P. (2004). 《The Clementine Atlas of the Moon》. New York: Cambridge University Press. ISBN 978-0-521-81528-4.
- Cocks, Elijah E.; Cocks, Josiah C. (1995). 《Who's Who on the Moon: A Biographical Dictionary of Lunar Nomenclature》. Tudor Publishers. ISBN 978-0-936389-27-1.
- McDowell, Jonathan (2007년 7월 15일). “Lunar Nomenclature”. Jonathan's Space Report. 2007년 10월 24일에 확인함.
- Menzel, D. H.; Minnaert, M.; Levin, B.; Dollfus, A.; Bell, B. (1971). “Report on Lunar Nomenclature by the Working Group of Commission 17 of the IAU”. 《Space Science Reviews》 12 (2): 136–186. Bibcode:1971SSRv...12..136M. doi:10.1007/BF00171763. S2CID 122125855.
- Moore, Patrick (2001). 《On the Moon》. Sterling Publishing Co. ISBN 978-0-304-35469-6.
- Price, Fred W. (1988). 《The Moon Observer's Handbook》. Cambridge University Press. ISBN 978-0-521-33500-3.
- Rükl, Antonín (1990). 《Atlas of the Moon》. Kalmbach Books. ISBN 978-0-913135-17-4.
- Webb, Rev. T. W. (1962). 《Celestial Objects for Common Telescopes》 6 revis판. Dover. ISBN 978-0-486-20917-3.
- Whitaker, Ewen A. (1999). 《Mapping and Naming the Moon》. Cambridge University Press. ISBN 978-0-521-62248-6.
- Wlasuk, Peter T. (2000). 《Observing the Moon》. Springer. ISBN 978-1-85233-193-1.